# Hotell Falsterbohus
Hotell Falsterbohus är en byggnad i Falsterbo i Vellinge kommun. Namnet anknyter till en borg på stället som revs i slutet av 1500-talet.
Falsterbohus byggdes som badhotell, ritat av arkitekten Sigge Cronstedt, av det lokala järnvägsbolaget för Falsterbobanan från Vellinge med avsikten att öka banans passagerarunderlag. 
Hotellet invigdes midsommarafton 1908. Bland bättre bemedlade blev det ett populärt alternativ till den mera långväga resan till Franska rivieran. Dess popularitet höll i sig till efter andra världskriget.
Ett badhotells säsong är kort, och under det mesta av året står byggnaden tom. Personalen rekryterades från sommarstängda nattklubbar och restauranger.
I slutet av andra världskriget fungerade anläggningen som extrakarantän för baltiska och tysklandssvenska flyktingar, när byggnaden i Malmö, som senare blev stadsbibliotek, inte räckte till.
Som nöjesetablissemang med restaurang och en nattklubb med namnet Casino hade Falsterbohus fortsatt betydelse under 1950- och 1960-talen, medan hotellet marknadsfördes som konferenshotell. På 1970-talet blev anläggningen successivt ombildad till en bostadsrättsförening. 

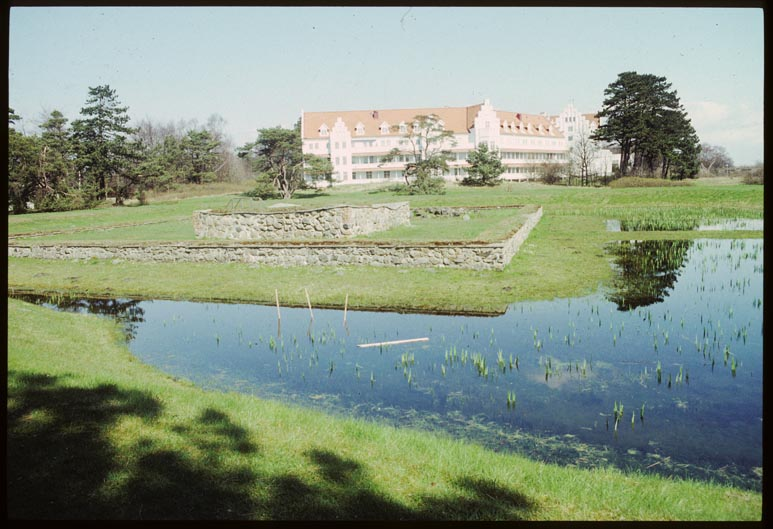
I förgrunden: Borgruinen med borggård samt inre och yttre vallgrav med mellanliggande vall. I bakgrunden: Det före detta hotellet, numera en bostadsrättsförening, som fått sitt namn från slottet Falsterbohus.